# Potem nastąpi cisza
Potem nastąpi cisza – polski dramat wojenny z 1965 roku w reżyserii Janusza Morgensterna. Adaptacja dwóch powieści  Zbigniewa Safijana.

## O filmie
Scenariusz do filmu jest adaptacją dwóch powieści Zbigniewa Safjana: Potem nastąpi cisza i Zanim przemówią.
Plenery: Żagań (ul. Warszawska, pl. Słowiański), autostrada A18 – zjazd Żagań/Iłowa, Piotrków Trybunalski (ul. Rwańska, Rynek Trybunalski, ul. Łazienna Mokra, ul. Starowarszawska, ul. Żelazna, ul. Towarowa), Pałac w Nieborowie.

## Opis fabuły
Wiosną 1945 roku miasteczko Bestiz zdobywa zmierzająca w kierunku Drezna jednostka dowodzona przez majora Świętowca. W miasteczku są już niedobitki innego polskiego oddziału. Służy w nim Kłosowski, młody żołnierz, który podczas obrony miasta uratował życie wielu kolegom.
Kłosowski na własną prośbę melduje się u majora Świętowca. Ten rozpoznaje w nim podporucznika Olewicza, który przed paroma miesiącami zdezerterował z jego jednostki. Rozmawiają długo o przyczynach tamtego zdarzenia, major rozumiejąc złożoność sytuacji, w której znalazł się Olewicz, postanawia zaufać podporucznikowi. Wysyła go do plutonu porucznika Kolskiego, który ma przeciąć drogę ucieczki Niemcom na autostradzie i obronić most.
W licznych retrospektywach przedstawione są zawikłane losy Kolskiego i Olewicza. Kolski to młody chłopak, który z zesłania na Sybir przedostał się do polskiego wojska tworzonego w ZSRR. Walczył pod Lenino, a latem 1944 roku trafił wraz z oddziałem majora Świętowca do rodzinnej Borowicy, miasteczka w okolicach Lublina.
Z Borowicy pochodzi też Olewicz, chłopak z akowską przeszłością, który zgłosił się do armii Berlinga. Olewicz ma wiele dylematów związanych ze służbą dla przychodzącego z ZSRR wojska, ale jako oficer stanowczo zachęca do pozostania w służbie dwóch swoich byłych żołnierzy z oddziału AK, którzy również przeżywają podobne rozterki.
Ich rozmowę podsłuchuje przypadkowo wartownik, który o wszystkim donosi oficerowi bezpieczeństwa jednostki. Następnego dnia, w czasie akcji ochrony działań reformy rolnej, ginie porucznik Kotwa. Olewicz zostaje aresztowany: świadczyć przeciw niemu ma to, że chwilę wcześniej był w tym samym miejscu, gdzie Kotwa i nikt do niego nie strzelał oraz wytknięta bez ogródek podejrzana akowska przeszłość i podsłuchana przez donosiciela rozmowa z kolegami o dylematach służby w „wojsku ze Wschodu”. Olewiczowi udaje się uciec.
Porucznik Kolski przed wyjazdem z miasta chce pożegnać się z Ewą. W jej mieszkaniu spotyka po raz kolejny dawnych kolegów z lat młodości. Już poprzednio doszło pomiędzy nimi do scysji na tle politycznym. Oni walczyli w AK, podczas gdy Kolski był na zesłaniu, a potem zaciągnął się do „berlingowców”. Kolski tłumaczył, że to było pierwsze polskie wojsko, jakie spotkał, i zachęcał młodych akowców do wstąpienia do regularnej armii. Teraz chciał tylko pożegnać się z Ewą, ale nieoczekiwanie widzi w jej mieszkaniu dezertera Olewicza.
W zamieszaniu, do którego dochodzi w domu Ewy, ginie akowiec Adam. To przypadkowa śmierć, ale Kolski zostaje zatrzymany przez komórkę bezpieczeństwa. Wszyscy obecni w mieszkaniu zgodnie bowiem zeznają, że nie ukrywał się w nim żaden dezerter. Przeciw Kolskiemu początkowo świadczy nawet Ewa, zdezorientowana, czy wybrać lojalność wobec swojego oddziału AK, czy wobec ukochanego.
Dopiero major Świętowiec z przestraszonej dziewczyny wydobywa prawdę. Kolski pozostaje w służbie, ale już nie odzyskuje zaufania do dziewczyny. Gdy dostaje od niej list, pali go, nie czytając. Olewiczowi udaje się ujść cało z obławy. Dręczony wyrzutami sumienia, po pewnym czasie zgłasza się do innej jednostki pod zmienionym nazwiskiem.

## Obsada
- Marek Perepeczko – porucznik Marek Kolski
- Daniel Olbrychski – podporucznik Stefan Olewicz ps. „Żbik”
- Barbara Brylska – Ewa Kraczyńska, ukochana Kolskiego
- Tadeusz Łomnicki – major Świętowiec, dowódca pułku
- Witold Pyrkosz – porucznik Leoniak, oficer informacji
- Ryszard Filipski – porucznik Kotwa, przyjaciel Kolskiego
- Barbara Sołtysik – Zosia Brzycka, sympatia Olewicza
- Eugeniusz Korczarowski – akowiec Adam
- Damian Damięcki – akowiec Andrzej
- Kazimierz Fabisiak – mecenas Brzycki, ojciec Zosi
- Jan Güntner – podporucznik Woźniak, podkomendny Kolskiego
- Ryszard Wojciechowski – strzelec Maczęga, żołnierz strzelający do Adama
- Tadeusz Schmidt – generał, dowódca dywizji

## Wspomnienia związane z realizacją filmu
- Janusz Morgenstern, reżyser:

Katarzyna Bielas, Jacek Szczerba: Czy film „Potem nastąpi cisza”, według dwóch powieści Zbigniewa Safjana, nawiązywał do Pana wspomnień z II Armii Wojska Polskiego?
Janusz Morgenstern: Tak, są tam rzeczy, które widziałem na własne oczy.
3 maja 1945 roku armia gen. Schoernera przerwała front w Czechach i ruszyła na północny zachód, na odsiecz Berlinowi.
Byłem wtedy z II Armią pod Dreznem. 3 maja – wiadomo, święto – nasi oficerowie, Rosjanie, straszne snoby, założyli galowe mundury i rogatywki. Od rana pili spirytus. A tu nagle przychodzi wiadomość, że Niemcy idą prosto na nas, są już o dwa kilometry. Na horyzoncie zobaczyłem dżipa uciekającego przed niemieckimi czołgami. Plotkowano, że w tym dżipie był generał Świerczewski.
Na Niemców posłano posiłki złożone z obozowych ciurów. Ciury, nie ciury – musieli mieć jednak jakąś łączność. Koło południa mój dowódca major Griszkow mówi: „Siadaj na motocykl, przeciągniemy linię”. Ja na to, że jeśli on pojedzie, to ktoś będzie potrzebny w centrali. „Masz rację, zostań” – powiedział i popędził beze mnie. Nasza rozmowę słyszało wiele osób.
Długo nie było wiadomości od Griszkowa. Dopiero wieczorem okazało się, że oddział dostał się do niewoli. Pech chciał, że Griszkow miał w teczce spis kodów, jakich używała w łączności nasza dywizja. W sztabie natychmiast pokazało się NKWD i zostałem aresztowany. Oskarżyli mnie, że jestem szpiegiem. Dwa dni siedziałem w piwnicy.
Wtedy, jedyny raz w życiu, pomogło mi moje pochodzenie. Musieli uwierzyć, że nie mógłbym pracować dla Niemców.
- Daniel Olbrychski, aktor:

Wymyśliłem scenę, w której muszę skakać przez szybę wystawową. Niemcy przyjeżdżają do miasteczka, ostrzeliwują bramę. Nie widząc innego wyjścia, wskakuję do sklepu przez oszklone okno. Sztucznej szyby – z cukru – zrobić nie sposób, bo za duża powierzchnia; szyba musiała być zatem prawdziwa, tyle że z nieco cieńszego szkła.
 Żeby widz nie miał później wątpliwości, że scena była filmowana bez udziału dublera, zdjąłem hełm. Po dwóch dublach rozpędziłem się, skoczyłem i... natrafiłem na piekielny opór. Jakby to była stal, a nie szkło. Na szczęście szyba pękła, nie skaleczyłem się. Tylko kilka sińców...
Okazało się, że dwie pierwsze szyby były cienkie, a trzecia – o kilka milimetrów grubsza. Innych zabrakło... Scena została trochę źle sfotografowana: wszystko dzieje się za szybko, nie widać dokładnie, kto skacze, słowem – słabo to wyszło. Na premierze ujęcie przeszło zupełnie bez echa, a w czasie zdjęć był to jeden z bardziej efektownych momentów całego filmu.